# Gillian Foster
Gillian Foster (28 agosto 1976) è un'ex calciatrice australiana, di ruolo centrocampista. Giocò con la maglia della nazionale australiana.